# Saigona henanensis
Saigona henanensis är en insektsart som beskrevs av Liang och Song 2006. Saigona henanensis ingår i släktet Saigona och familjen Dictyopharidae. Inga underarter finns listade i Catalogue of Life.